# Silke Rottenberg
Silke Rottenberg (Euskirchen, 25 de janeiro de 1972) é uma ex-futebolista alemã que atuava como goleira. Foi medalhista olímpica pela seleção de seu país.